# Бойко Тарас Богданович
Тара́с Богда́нович Бо́йко (нар. 18 жовтня 1962 – пом. 10 квітня 2025) — український перекладач художньої та наукової літератури з англійської та німецької мов.

## З біографії
Народився 18 жовтня 1962 року в селі Діброва Бурштинської громади у сім'ї письменника Богдана Бойка. З шкільного віку цікавився перекладом. Батько, письменник Богдан Бойко, з шістдесятих років передплачував український журнал іноземної літератури «Всесвіт». Закінчив Прикарпатський національний університет імені Василя Стефаника. Більшу частину свого життя проживав у Івано-Франківську. Працював викладачем іноземних мов у студентів Прикарпатського національного університету імені Василя Стефаника, Івано-Франківського національного медичного університету та інших  вишів. Певний час проживав у Києві, де працював перекладачем при Верховній Раді та Міністерстві юстиції. 
У 1989 році разом із владикою Стрийським Тарасом Сеньківим, владикою Івано-Франківським Володимиром Війтишиним та іншими делегатами проводив голодування в Москві на підтримку УГКЦ. 
Працював вільним перекладачем для видавництва Жупанського, «Комубук», «Фабула» та ін. 
Помер 10 квітня 2025 року. Похований у селі Лучинці Рогатинської громади.

## Переклади
- Джон МакКормак, «Історія Ірландії» (A Story of Ireland by John McCormack), «Юніверс», 2007;
- Джейсон Джонсон, «Аліна» (Alina by Jason Johnson), 2009;
- Салман Рушді, «Флорентійська чарівниця» (The Enchantress of Florence by Salman Rushdie), 2010;
- Даїті О Гоґейн, «Історія кельтів» (The Celts: A history by Daithi O Hogain), 2011;
- Салман Рушді, «Джозеф Антон» (Joseph Anton by Salman Rushdie), 2012;
- Том О'Ніл, «Давні друзі» (Old Friends by Тоm O'Neill), 2012;
- Сюзен Зонтаґ, «Хвороба як метафора», «Метафори СНІДу» (Illness as Metaphor, AIDS as Metaphor by Susan Sontag), 2012;
- Салман Рушді, «Лука й вогонь життя» (Luka and the Fire of Life by Salman Rushdie, 2012;
- Салман Рушді, «Гарун і Море Оповідок» (Haroun and the Sea of Stories by Salman Rushdie), 2012;
- Трумен Капоте, Сніданок у Тіффані ; пер. з англ. Т. Бойка. — Київ: Komubook, 2016. — 160 с.
- Салман Рушді. Сатанинські вірші. Роман. пер. з англ. Тарас Бойко. — Київ: видавництво Жупанського, 2016 – 600 с.
- Філіп Дік. Чи мріють андроїди про електричних овець?; пер. з англ. Т. Бойка. — Київ: Komubook, 2016. — 272 с.
- Вірджинія Вулф. Місіс Делловей; пер. з англ. Т. Бойка. — Київ: Komubook, 2016. — 260 с.
- Говард Лавкрафт. «Поклик Ктулгу» та інші історії жаху. Переклад з англійської: Анатолій Олійник, Тарас Бойко, Роман Осадчук, Павло Швед. Київ: Komubook, 2019. 424 стор. ISBN 978-617-7438-15-0
- Томас Пінчон. Веселка тяжіння. пер. з англ. Тарас Бойко. — Київ: видавництво Жупанського, 2021 — 920 с.[6].
- Джес Кідд. Безсмертя у склі. роман. Пер. з англійської Тарас Бойко. — Київ: Фабула, 2025. — 416 с.[7]